# Maria-Ribera Sancho Samsó
Maria-Ribera Sancho Samsó (La Pobla de Segur, 1964) és enginyera informàtica i doctora en informàtica per la Universitat Politècnica de Catalunya – BarcelonaTech (UPC). Professora Titular del Departament d'Enginyeria de Serveis i Sistemes d'Informació (ESSI) de la UPC i Directora d'Educació i Formació del Barcelona Supercomputing Center (BSC).

## Perfil professional
Experta en Enginyeria del programari. Les seves principals àrees de recerca són la modelització conceptual, els sistemes d'informació i l'enginyeria del programari. Els seus interessos també inclouen l'Enginyeria de la Ciència dels Serveis (SSME). És autora de diferents articles de recerca i articles per a congressos i revistes internacionals. És membre del grup de recerca Modeling and Information Processing de la UPC. També col·labora amb el grup de recerca LIAM (Information Analysis and Modeling Lab) de la UPC a InLab Arxivat 2022-03-07 a Wayback Machine.. Ha participat en nombrosos projectes en diferents empreses i institucions.
Principal línies de recerca: 
Learning Analytics 
Curricula Development and Quality Assurance in Higher Education and Professional Training
Teaching Methodologies for Technology Rich Environments
Policy analysis

## Càrrecs i representacions
Ha estat degana de la Facultat d'informàtica de Barcelona de la Universitat Politècnica de Catalunya (juny 2004 - juny 2010), sent la primera dona en ocupar aquest càrrec. Prèviament va ser Cap d'estudis de la mateixa Facultat (juny 1998 - juny 2004) 
Representant espanyola al IFIP TC8 (Information Systems). Representant espanyola al Deans' European Academia Network-DEAN (2006-2010). Presidenta de la Conferencia de Directores y Decanos de Ingeniería Informática (CODDII) d'Espanya (2006-2010) i membre honorari des de 2010. Membre del comité per al Barcelona Strategic Plan. Membre de la plataforma INES associada a PLANETIC. Membre de FIBAlumni, ATI and SISTEDES. Membre de SNOLA (Spanish Network of Learning Analytics) i SoLAR (Society for learning analytics research).

## Premis
Premi "Sapiens Profesional" (2011).
Premi del programa recerCaixa (2017), en l'àmbit de polítiques públiques, amb el projecte LinDaFIX (Linked Data for Fighting Inequality in Complex Societies).
Premi UPC a la Qualitat en la Docència Universitària, en la modalitat innovació docent (2021).